# Reinier I van Monaco
Reinier Grimaldi (1267 – 1314) was de eerste soevereine Grimaldi heerser van Monaco. Hij was ook heer van Cagnes.
Zijn neef Francesco Grimaldi had zich op de avond van 8 januari 1297 vermomd als monnik (bij toeval in het Italiaans 'Monaco') en kreeg zo, met in zijn kielzog Reinier Grimaldi, toegang tot het fort op de rots van Monaco, dat destijds in handen was van de stadstaat Genua. Vervolgens doodde hij met zijn zwaard de bewaker, waarna zijn soldaten de vesting konden binnenkomen. Zo greep Francesco Grimaldi door een list de macht over Monaco. Reinier Grimaldi heerste vier jaar over Monaco. In 1304 werd hij door Filips de Schone aangesteld als admiraal van Frankrijk. 
In 1304 streed Reinier Grimaldi met een gecombineerde Franse en Hollandse vloot in de Slag bij Zierikzee tegen Gwijde van Namen, zoon van Gwijde van Dampierre, de graaf van Vlaanderen. Als dank voor zijn overwinning werd hij heer van Cagnes. In dat dorp liet hij in 1309 een burcht bouwen, nu bekend als het Château Grimaldi.
Hij werd opgevolgd door zijn zoon Karel I.
Reinier I · Karel I, Anton, Reinier II en Gabriël · Lodewijk en Jan I · Lodewijk · Ambrosius en Jan I · Jan I · Catalanus · Claudine · Lambert · Jan II · Lucianus · Augustinus · Honorius I · Karel II · Hercules · Honorius II · Lodewijk I · Anton I · Louise Hippolyte · Jacobus I · Honorius III · Honorius IV · Honorius V · Florestan I · Karel III · Albert I · Lodewijk II · Reinier III · Albert II